# 1984 (regény)
Az 1984 (eredeti címén Nineteen Eighty-Four) egy szatirikus politikai regény és szerelmi történet George Orwelltől. Olyan disztópia (negatív utópia), amelyben a felügyelő állam tökéletes alkalmazkodást követel a polgároktól hazugságokkal, félelemkeltéssel és kegyetlen büntetésekkel. Az 1949-ben kiadott mű Orwell legnépszerűbb munkája, és az „orwelli” jelzőt ennek világára használjuk. Sok nyelvre lefordították; magyarul először a „Magyar Október” Szabadsajtó nevű szamizdatkiadó adta ki Antal György fordításában 1984-ben, majd Szíjgyártó László fordításában az újvidéki Forum Könyvkiadónál 1986-ban, az Európa Könyvkiadónál pedig 1989-ben.
A szabadság az, ha szabadságunkban áll kimondani, hogy kettő meg kettő négy. Ha ezt megtehetjük, minden egyéb magától következik.
Számos eleme vált szállóigévé, főként az elnyomásról és a diktatúrákról írtak. Az 1984 vezette be a mindenlátó Nagy Testvér alakját, a közismert 101-es szobát, a Gondolatrendőrséget, amely teleképeket használ (olyan televíziót, amely kamerát tartalmaz, és a Párt minden tagjának lakásában, majdnem az összes szobában megtalálható), valamint az újbeszél nevű fiktív mesterséges nyelvet.
A történet 1984. április 4-én kezdődik (Winston Smith, a regény főhősének naplójában az első bejegyzés), 13.00-kor („Derült, hideg áprilisi nap volt, az órák éppen tizenhármat ütöttek”).

## Az1984világa
Az 1984 világképe feltűnő és szándékos párhuzamokat mutat a totalitárius államokkal, elsősorban (de nem kizárólag) a sztálinista Szovjetunióval.
Orwell olyan korban élt, amikor a zsarnokság, a diktatúra valóságosan is jelen volt a Szovjetunióban, Németországban és más országokban, ahol a kormány vasmarokkal uralkodott saját polgárain, ahol az éhezés, a kényszermunka és a tömeges kivégzések mindennaposak voltak.
Orwell azt is mondta, hogy a könyv azt írja le, amit az Egyesült Királyság akkori állapotában – a késői 1940-es években – látott. A regény központja London, amely egy fiktív államalakulat Óceánia egyik, Egyes Leszállópályának nevezett tartományának fővárosa. Óceánia évtizedek óta folytat háborút a másik két államalakulat egyikével: hol Eurázsiával, hol Keletázsiával. A három világhatalom egymás elleni, céltalan küzdelme az emberek mindennapjain is érezteti hatását: az ipar fegyverek gyártására állt rá, így mindenkinek folyamatosan a nélkülözés peremén kell élnie. A regényben a háborúk által megtépázott város, faházakban élő emberek képe olyan helyszínt jelent, amelyet az olvasók könnyen maguk elé tudtak képzelni (különösen az angolok), hiszen az effajta emlékek még elevenen éltek bennük az alig pár éve befejeződött második világháború után.
Óceánia kormányának struktúrája a britét láttatta: négy fő minisztériumból áll, melyek nevei pontosan a feladatuk ellentétei: „a Béke-minisztérium háborúval foglalkozik, az Igazság-minisztérium hazugságokkal, a Szeretet-minisztérium kínzással, s a Bőség-minisztérium éheztetéssel.” A kormány titokzatos vezetője a mindentudó, teljhatalmú, imádott Nagy Testvér, röviden „NT”. Nagy Testvér „egy negyvenöt év körüli, sűrű fekete bajuszos durva vonású férfi arcá”-val rendelkezik. A mindenhol jelen levő pártvezért általában plakátokon ábrázolják, a „NAGY TESTVÉR SZEMMEL TART” jelmondat kíséretében. A Párt minden egyén fölött tökéletes ellenőrzést gyakorol a Gondolatrendőrség segítségével a Párt ideológiájának megfelelően, ami az Angszoc (Ingsoc).
Nagy Testvér félelmetes ellensége a gyűlölt Emmanuel Goldstein, a Párt egy volt tagja, akit korán eltávolítottak onnan. Goldstein állítólag a Testvériség nevű Pártellenes szövetség fontos eleme. Az olvasó sosem jön rá, hogy a Testvériség valójában létezik-e vagy sem, de a célzások alapján úgy látszik, lehetséges, hogy Goldstein fiktív alak, akit épp a Párt hozott létre. Egyébként az sem derül ki, hogy a Nagy Testvér valóban élő személy-e, vagy csak a Párt fiktív kreatúrája, esetleg egykori vezére, aki már rég halott (ez utóbbira utal O’Brien válasza, amikor Smith ezt kérdezi tőle).
A Párt három jelmondata, amely mindenhol látható:
„A HÁBORÚ: BÉKE
A SZABADSÁG: SZOLGASÁG
A TUDATLANSÁG: ERŐ”
Bár ezeknek a szavaknak a meghatározása ellentétes értelmű, az 1984 világában a világ állandó háború állapotában van, senki sem szabad és mindenki tudatlan. Ezeknek a szélsőségeknek köszönhetően a kifejezések értelmetlenné válnak, a jelmondatok pedig axiomatikussá.

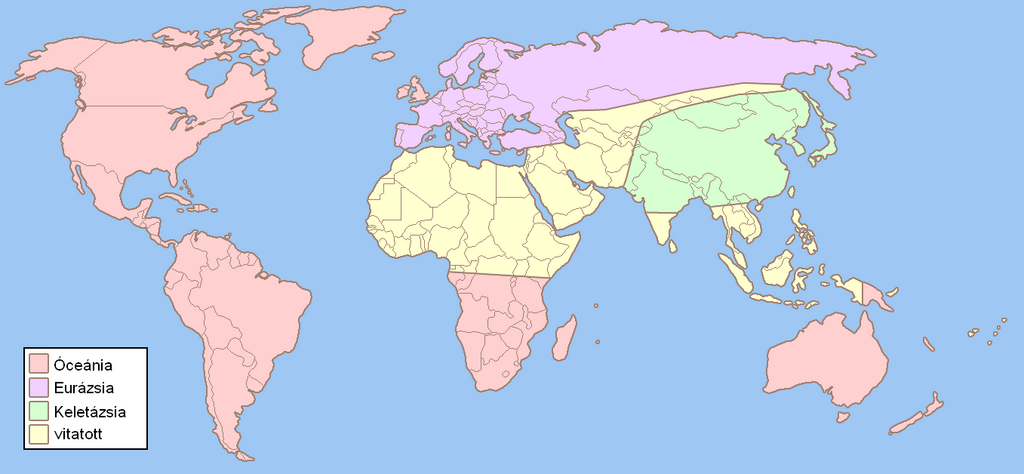
Az 1984 világának térképe. A könyv csak bizonyos határokat említ pontosan – a térkép tehát részben feltételezés. A regény végén elterjed a hír, hogy Óceánia egész Afrikát elfoglalta.

A világot uraló másik két, Óceániával funkcionálisan megegyező, tekintélyelvű nagyállam: Eurázsia (ideológiája: neo-bolsevizmus) és Keletázsia (ideológiája hivatalosan: halálimádat, de sokkal pontosabb kifejezés az önkiirtás). A három állam ideológiája alapvetően megegyezik, de nagyon fontos, hogy a nagyközönség erről ne tudjon. A népességet arra a hitre vezették, hogy az éppen ellenséges másik szuperhatalom ideológiája utálatos. A regény írásának idején (a késői 1940-es évek) fennálló politikai térkép szerint Óceánia a Brit Birodalom és Nemzetközösség, az Amerikai Egyesült Államok és Latin-Amerika területeit fedi le. Keletázsia Kínának és Japánnak felel meg, míg Eurázsia a Szovjetunió és a kontinentális Európa területeit jelenti. Az, hogy az Egyesült Királyság Eurázsia helyett Óceániában található, a könyv szerint vitatott történelmi rendellenesség.
Az újbeszél, Óceánia „hivatalos nyelve” különös, ugyanis a szókincse évről évre csökken; Óceánia állama nem lát értelmet abban, hogy fenntartsa az összetett nyelvet, így az újbeszél a „szópusztítás” nyelve. Ahogy az egyik szereplő, Syme mondja:
„Persze az igék és a melléknevek közt végezzük a legnagyobb irtást, de a főnevek százait is teljes joggal kiirthatjuk. S nemcsak a rokon értelműeket, hanem az ellentétes értelműeket is. Mert ugyan miféle létjogosultsága van egy olyan szónak, amelyik pusztán csak egy másik szónak az ellentéte? Vegyük például a »jó« szót. Ha egyszer van egy olyan szavunk, mint a »jó«, ugyan mi szükség olyan szóra is, hogy »rossz«? A »nemjó« éppen olyan megfelelő… […] Ha pedig a »jó« nyomatékosabb kifejezésére van szükség, mi értelme annak, hogy egész csomó olyan, teljesen haszontalan szót használjunk, mint például a »kitűnő«, a »ragyogó« meg a többi hasonló? Ezeknek a jelentését tökéletesen fedi a »pluszjó«, vagy a »duplapluszjó«, ha még fokozottabb értelmére van szükségünk. […] A végén a jóság és a rosszaság egész fogalomkörét ki fogja fejezni hat szó – azazhogy igazában egyetlenegy szó.” (Első rész, ötödik fejezet)
Az újbeszél valódi célja az, hogy elvegye annak lehetőségét, hogy megfelelően meg lehessen érteni a forradalom vagy a véleményeltérés fogalmát, mégpedig úgy, hogy eltávolítja azokat a szavakat, amelyek arra használhatóak. Mivel a Gondolatrendőrségnek még nem sikerült olyan módszert kifejlesztenie, amellyel véleményeltérést találhat az emberek gondolataiban, létrehozták az újbeszélt, hogy még csak ne is lehessen gondolni nézeteltérésre. (Az ezzel kapcsolatos nyelvészeti elképzelés a Sapir–Whorf-hipotézis.)
Ahhoz, hogy megértsük, miért írta meg Orwell az 1984-et, csupán meg kell néznünk néhány kevésbé híres írását: leginkább a Hódolat Katalóniának című műve magyaráz meg sokat az író bizalmatlanságáról a totalitarizmussal és a forradalmak elárulásával szemben. A Légszomj című alkotása néhány részében a személyes szabadságot ünnepli, amely elveszik az 1984-ben. Miért írok? című esszéje világosan megmagyarázza, hogy az 1936-os spanyol polgárháború óta írt „komoly munkái” (pl. Állatfarm) „a szocializmusért, demokratikus formájáért és a totalitarizmus ellen lettek írva, közvetlen vagy közvetetten.”

## A címről
Eredetileg Orwell a The Last Man in Europe (Az utolsó ember Európában) címet adta e regényének, de a kiadója, Frederic Warburg, változtatást javasolt a nagyobb sikert elősegítendő. Orwell nem ellenezte a javaslatot.
Nem teljesen tiszta, hogy a regény végül miért ezt a végleges címet kapta, illetve hogy miért épp 1984-ben játszódik (ez utóbbi a regény szerint kétséges). Közkeletű nézet, hogy az író egyszerűen felcserélte a megírás évszámának (1948) utolsó két számjegyét. Egy másik magyarázat szerint ez egy utalás az 1884-es alapítású Fabian Society elnevezésű brit szocialista szervezet létrejöttének századik évfordulójára. Utalhat a cím Jack London A vaspata című regényére (melyben egy politikai mozgalom 1984-ben éri el a tetőpontját), esetleg G. K. Chesterton The Napoleon of Notting Hill (A Notting Hill-i Napóleon) című regényére, ami szintén ebben az évben játszódik, sőt még Orwell feleségének, Eileen O'Shaughnessynek az End of the Century, 1984 (Az Évszázad Vége, 1984) című versére is. Ismét egy másik magyarázat szerint a regény Orwell második variációja szerint az 1980 címet kapta volna, de betegségének következtében hosszú időbe tellett megírnia, ezért messzebbre akarta előretolni a cselekményt a jövőbe.
Érdekes információ, hogy a második rész első fejezetében a fekete hajú lánnyal Winston május 2-án, vasárnap találkozik. Márpedig 1984-ben május 2-a nem vasárnapra, hanem szerdára esett. Május 2-a azonban 1982-ben esett vasárnapra, és mivel a műben a szerző tesz utalást arra, hogy Winston nem tudja pontosan, milyen év is van, könnyen elképzelhető, hogy valójában 1982-t írtak akkor.

## A regény utóélete
A regény megjelenése óta rengeteg művészt és művet inspirált. Az 1984-et közhelyként is felhasználják magánszférával kapcsolatos beszélgetéseknél. Az „orwelli” jelzőt az olyan cselekvésekre és szervezetekre használják, amelyek az ebben a regényben olvashatóra emlékeztetnek. Az élet sok szituációjában elhangzik, hogy Nagy Testvér szemmel tart bennünket.

### További regények
Ray Bradbury 1953-ban készült Fahrenheit 451 című művében a disztópia az 1984-ben megjelenőhöz hasonló elemekből épül fel. Elég valószínű, hogy a híres lengyel sci-fi-író, Stanisław Lem az 1984 hatása alatt írta Éden című regényét. Ez a mű ihlette továbbá Gheorghe Paun 1994 c. regényét, amely az eredeti parafrázisának is tekinthető.

### Film
A regényből két mozifilmet is csináltak, 1956-ban és 1984-ben, és még többször készítettek belőle televíziós adaptációt. Az első filmet Michael Anderson készítette 1984 címmel. A Michael Radford rendezésében készült, 1984-ben bemutatott azonos című film hű feldolgozása a regénynek, és széles körben elismert. A regény nem szó szerinti adaptációja a Terry Gilliam által rendezett Brazil című film, de alapját mégis az adott mű adja.

### Televízió
A Nagy Testvér kifejezést átvette a Big Brother nevű valóságshow, melyet először Hollandiában készítettek, 1996-ban, később pedig a világ több országában debütált, köztük Magyarországon is, 2002-ben. Ebben a műsorban egy csoport jelentkező él egy házban, folyamatos megfigyelés alatt. Ezalatt sok feladatot kapnak, és a munkájukat vetítik a televízióban és az interneten. A nézőközönség egyenként kiszavazza a játékosokat hétről hétre. Az utolsó bennmaradó versenyző nyeri meg a fődíjat.
A Paul Merton által vezetett BBC TV-műsor a 101-es szobáról kapta a nevét (Room 101). Itt a vendégek olyan emberekről vagy tárgyakról beszélnek, melyeket gyűlölnek, és el szeretnének küldeni a 101-es szobába.
Az 1984-ben kiadott Apple Macintosh televíziós reklámja is az 1984-re utal, a következő szöveggel: „Január 24-én az Apple Computer bemutatja a Macintosh-t, melytől 1984 nem lesz olyan mint az 1984.” (Lásd: 1984 (televíziós reklám))

### Zene
- A film zenéjét a Eurythmics együttes (Annie Lennox és David A. Stewart) szerezte, a 4. lemezalbumát szentelve ennek. A lemez borítóján is a Nagy Testvér képe látható. Leghíresebb sláger a főcímzene, a "Sex Crime" volt, valamint egy másik lassabb ballada: "Julia". A többi 7 zeneszám inkább instrumentális jelleget mutatott.
- David Bowie 1974-es albuma, a Diamond Dogs szorosan kötődik az 1984-hez. Három szám konkrétan a regényről szól, ezek cím szerint: az 1984, a Big Brother és a We Are The Dead.
- Az Anti-Flag nevű politikai punkot játszó banda Welcome to 1984 című száma is a regényre utal, maga az író nevét is említik: Mr Orwell from the grave, adding fresh ink to the page…
- A Muse zenekar 2009-es "The Resistance" című albumát nagymértékben inspirálta a könyv.
- A Radiohead zenekar "Hail To The Thief" című albumában található "2+2=5" című szám is nagyban utal a könyv tartalmára, ideológiájára.
- A Crass nevű punkzenekar Big A, Little A című zeneszámában a korabeli Egyesült Királyságot kritizálja és a számítógépek rohamos terjedése kapcsán utal Orwell regényére. Nineteen Eighty Bore elnevezésű darabjuknak pedig már a címe is egyértelműen az 1984-et juttatja eszünkbe.
- A Conflict nevű brit punkbanda több korai számában előfordul a baljóslatú 1984-es évszám (Cruise, The Serenade Is Dead), mellyel egyszerre utalnak a regényre és a kiadási dátumra is.
- További zenei utalásokat lásd az alábbi Magyar vonatkozások bekezdésben.

### Magyar vonatkozások
- Dalos György ezerkilencszáznyolcvanöt címmel megírta a regény folytatását.
- a Müller Péter Sziámi vezette URH Nagy Testvér c. száma, a Van-e élet a Földön? albumról.[3]
- a Kovács Ákos vezette Bonanza Banzai nevű popegyüttesnek a regényen alapuló, 1984 című száma (mely az azonos című albumon szerepel) és a 101-es szoba című dal (amely az Elmondatott elnevezésű albumon szerepel). 2012-ben, mint szóló előadó jelentette meg a 2084 című stúdióalbumát, mely utalás a száz évvel azelőtti évszámra, és Orwell könyvére.
- az 1984 rövidfilmváltozata, szintén Ákos főszereplésével.
- Dr. Drábik János publikálja Orwellia című könyvét amelyet e könyv ihletett meg.
- Károly Sándor ugyanezzel a címmel, de alcímmel kiegészítve "1984 – Látomás" néven szintén írt egy disztópiát. Azonban ezt a regényt Orwell műve előtt több mint egy évtizeddel, 1934-ben jelentette meg a brassói Lap- és Könyvkiadó az Ajándékregénytár sorozatában. A cím és a műfaj egyezése azonban csak véletlen egybeesés.
- A Budapest-i Archaic zenekar legutóbbi lemezén található Two Minutes of Hate című szám is az 1984 témakörével foglalkozik.

### Civil jogvédelem
A Nagy Testvér díjat, a Privacy International magyar megfelelőjét 2001 óta Magyarországon is kiosztják olyan állami szerveknek, cégeknek és magánszemélyeknek, amelyek a legtöbbet tettek az illető év során a magánszféra megsértéséért. A díj pozitív változatával azokat jutalmazzák, akik a legtöbbet tettek a magánszféra tiszteletben tartásáért.

### Videójátékok

###### 2016
Az Osmotic Studios a könyv által inspirálva elkészítette az Orwell: Keeping an Eye On You (Orwell: Rajtad tartjuk a szemünk) című videójátékát, amit 2016-ban adott ki a Fellow Traveller. Itt a főszereplő egy terrorcselekményt vizsgál ki az Orwell nevű rendszert használva, ahol a kormány kérésére beleássa magát emberek magánéletébe. A játék rendkívül pozitív fogadtatása és több díj megnyerése után elkészült a folytatása 2018-ban Orwell: Ignorance is Strength (Orwell: A tudatlanság erő) néven, a könyvben leírt jelmondatra utalva.

###### 2025
2025-ben, a POLLARD STUDIO LLC, szintúgy a könyv által inspirálva, készítette el a Karma: The Dark World című videójátékát. A játék egy első-személyes, filmszerű, pszichológiai thriller, amely egy disztopikus világban található, ahol a Leviathan Corporation (Leviatán Vállalat) mindenütt jelen van; Egy projekt, a MOTHER (ANYA), pedig mindenkit megfigyelés alatt tart. A játék Kelet -Németországban játszódik. A játék során több egyezés, és utalás is van a könyvre, és a filmre.

## Megjegyzés
A regényből való idézetek Szíjgyártó László fordításai.

## Magyar nyelvű kiadások
- Ezerkilencszáznyolcvannégy; ford. Antal György; "Magyar Október" Szabadsajtó, Bp., 1984
- 1984. Regény; ford. Szíjgyártó László, sajtó alá rend. Osztovits Levente; Forum, Újvidék, 1986
- 1984; ford. Szíjgyártó László, utószó Sükösd Mihály; Európa, Bp., 1989
- 1984; ford. Stier Ágnes; Lazi, Szeged, 2021
- 1984; ford. Lukács Laura, Scolar, 2022[5][6]

### Képregény
- 1984; szöveg George Orwell nyomán, rajz. Fido Nesti, ford. Szíjgyártó László; Helikon, Bp., 2020